# Chemie Böhlen
Sportverein Chemie Böhlen – niemiecki klub piłkarski z siedzibą w mieście Böhlen, występujący w Kreisoberlidze Muldental/Leipziger, stanowiącej siódmy poziom rozgrywek w Niemczech.

## Historia
Klub został założony w 1952 roku jako Aktivist Böhlen w wyniku fuzji zespołów BSG Aktivist West oraz BSG Aktivist Mitte. Rozpoczął wówczas grę w czwartej lidze NRD. W 1956 roku awansował do trzeciej ligi, a w 1966 roku do drugiej. Spędził w niej sezon 1966/1967, po czym spadł do trzeciej ligi. W 1968 roku wrócił jednak do drugiej ligi. W 1969 roku zmienił nazwę na Chemie Böhlen. W 1977 roku wywalczył awans do pierwszej ligi. Występował w niej przez dwa sezony, a w 1979 roku spadł z ligi. Wrócił do niej rok później i tym razem występował w niej przez trzy sezony. Następnie, aż do rozwiązania klubu w 1990 roku, grał na drugim szczeblu rozgrywek.
30 czerwca 1990 roku Chemie połączyło się z Grün-Weiß Lipsk, tworząc FC Sachsen Lipsk. 17 lipca 1990 klub został założony na nowo jako SV Chemie i rozpoczął występy w piątej lidze niemieckiej.

## Występy w lidze
| Liga         | Poziom | Sezony | Lata                                       |
| ------------ | ------ | ------ | ------------------------------------------ |
| DDR-Oberliga | I      | 5      | 1977–1979, 1980–1983                       |
| DDR-Liga     | II     | 18     | 1966–1967, 1968–1977, 1979–1980, 1983–1990 |

## Reprezentanci kraju grający w klubie
- Frank Baum
- Dieter Fischer
- Bernd Hobsch
- Dieter Kühn
- Arno Zerbe